# Byzantinisches Kreuz

Byzantinisches Kreuz

Byzantinisches Kreuz ist die Bezeichnung für ein lateinisches Kreuz mit sich nach außen verbreiternden Enden.
Es war die verbreitetste Kreuzform im Byzantinischen Reich.
Andere Kreuzformen (Patriarchenkreuz, Russisch-orthodoxes Kreuz u. a.) werden manchmal auch missverständlicherweise als „byzantinisches Kreuz“ bezeichnet, wenn sie aus dem byzantinischen Kulturkreis sind.

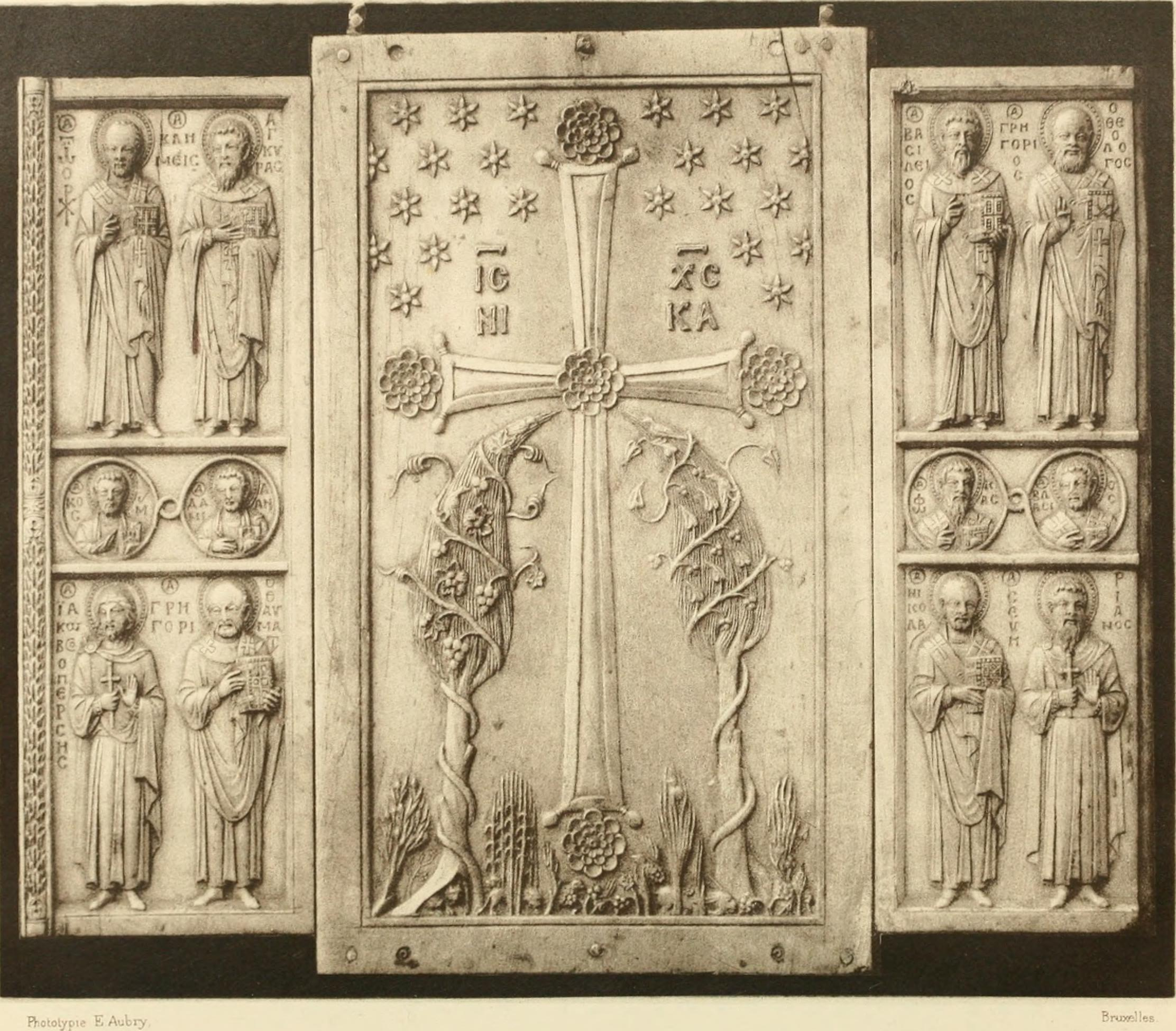
Altar
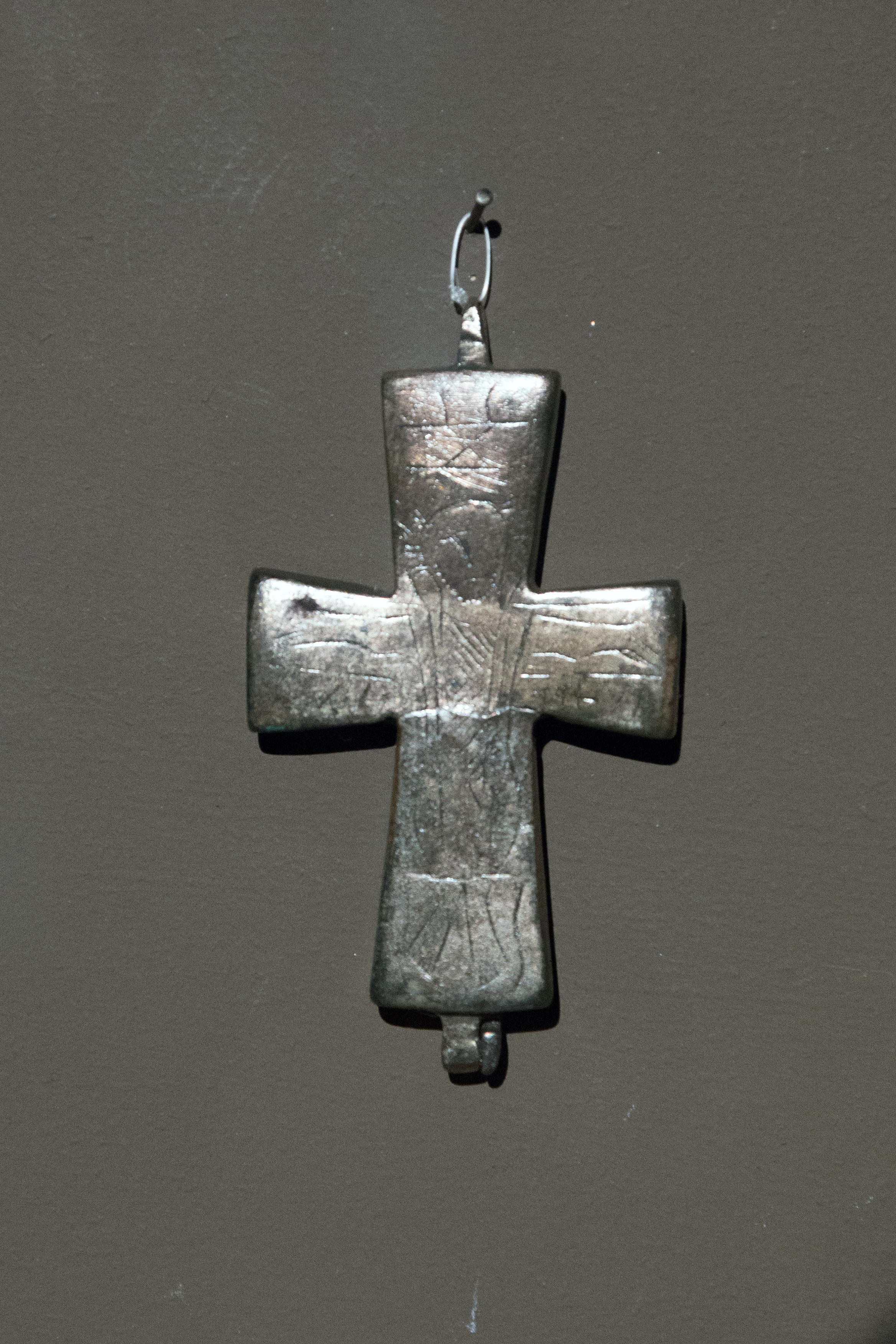
Kreuz, 10./11. Jhd., Prag
Wappen von Bräkne-Hoby
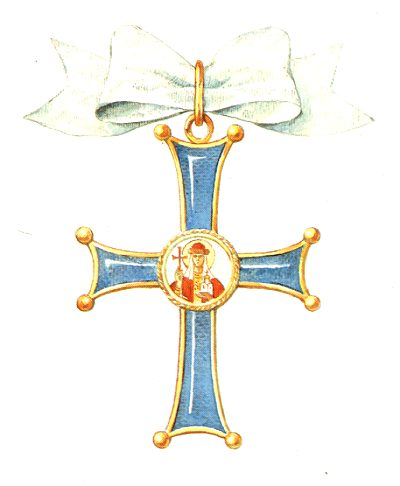
St.-Olga-Orden, Russisches Kaiserreich